# Chris Loftus
Chris Loftus, född 20 oktober 1984, är en amerikansk före detta fotbollsspelare.
Loftus moderklubb är Metro FC. Mellan 2003 och 2006 spelade han för Duke University. I januari 2007 draftades Loftus av New England Revolution. Han tog ingen plats i A-laget utan lånades under 2007 ut till New Hampshire Phantoms i andraligan.
Inför säsongen 2008 kom Loftus till Sverige för spel i Limhamn Bunkeflo (LB07). Under första säsongen i Superettan spelade han 21 matcher och gjorde två mål. Under andra säsongen, denna gång i division 1, spelade Loftus sju matcher och gjorde två mål. Efter säsongen 2009 fick Loftus lämna klubben då han inte fick förnyat kontrakt.
Efter spelarkarriären blev Loftus i början av 2010 assisterande tränare i University of Evansville. Han var kvar där fram över säsongen 2011/2012.